# 카스트로피냐노
카스트로피냐노(이탈리아어: Castropignano)는 이탈리아 몰리세주 캄포바소도의 코무네다. 캄포바소로부터 북서쪽 10km 거리에 있다.